# Kanton Villenauxe-la-Grande
Villenauxe-la-Grande is een voormalig kanton van het Franse departement Aube. Het kanton maakte deel uit van het arrondissement Nogent-sur-Seine. Het kanton werd op 22 maart 2015 opgeheven en de gemeenten werden opgenomen in het aangrenzende kanton Nogent-sur-Seine.

## Gemeenten
Het kanton Villenauxe-la-Grande omvatte de volgende gemeenten:
- Barbuise
- Montpothier
- Périgny-la-Rose
- Plessis-Barbuise
- La Saulsotte
- La Villeneuve-au-Châtelot
- Villenauxe-la-Grande (hoofdplaats)